# 禰寝重長
禰寝 重長（ねじめ しげたけ、1536年 - 1580年）は、大隅国の国人である禰寝氏の第16代当主で、戦国時代から安土桃山時代にかけての武将。根占七ヶ郷（根占院。現在の肝属郡錦江町大根占地域及び肝属郡南大隅町根占地域）を領有していた。

## 生涯
1536年 （天文5年）、父禰寝清年、母島津忠興娘とのあいだに生まれる。
妻は肝付兼続の娘であり、1561年（永禄4年）には兼続に従い大隅国内に出陣し、その後も肝付氏に従って島津氏と戦った。
兼続の死で肝付氏の形勢が不利になると、1573年（元亀4年）には島津義久と単独で和睦し、そのため肝付兼亮と伊地知重興に攻められることとなったが、これは島津軍の援軍によって撃退している。
1580年（天正8年）に死去。嫡子・重張が17代当主となり、島津氏の重臣として引き続き仕えた。重張は天正の役ののち豊臣秀吉から吉利村に移封されたが、当地に父重長の霊を祀った鬼丸神社を建立した。

## 政策
重長は内治において優れた才を発揮し、対明貿易や商業の奨励を盛んに行なった。
温州みかんの栽培を日本で最初に行った人物といわれている。
また、蝋燭材料の木蝋（櫨蝋）の原料であるハゼノキを中国から根占に取り寄せ、日本で初めて栽培させたとされている。ハゼノキ栽培と櫨蝋生産はのちに他の地域にも広がり、重要な輸出品目となった。